# Калиновка (Царичанский район)
Калиновка (укр. Калинівка) — село,
Царичанский поселковый совет,
Царичанский район,
Днепропетровская область,
Украина.
Код КОАТУУ — 1225655103. Население по переписи 2001 года составляло 130 человек.

## Географическое положение
Село Калиновка находится на правом берегу реки Прядовка,
выше по течению на расстоянии в 4 км расположено село Прядовка,
ниже по течению на расстоянии в 4,5 км расположено село Драговка,
на противоположном берегу — село Пилиповка.
По селу протекает пересыхающий ручей с запрудой.
Рядом проходит автомобильная дорога Т-0413.